# Nico Klose

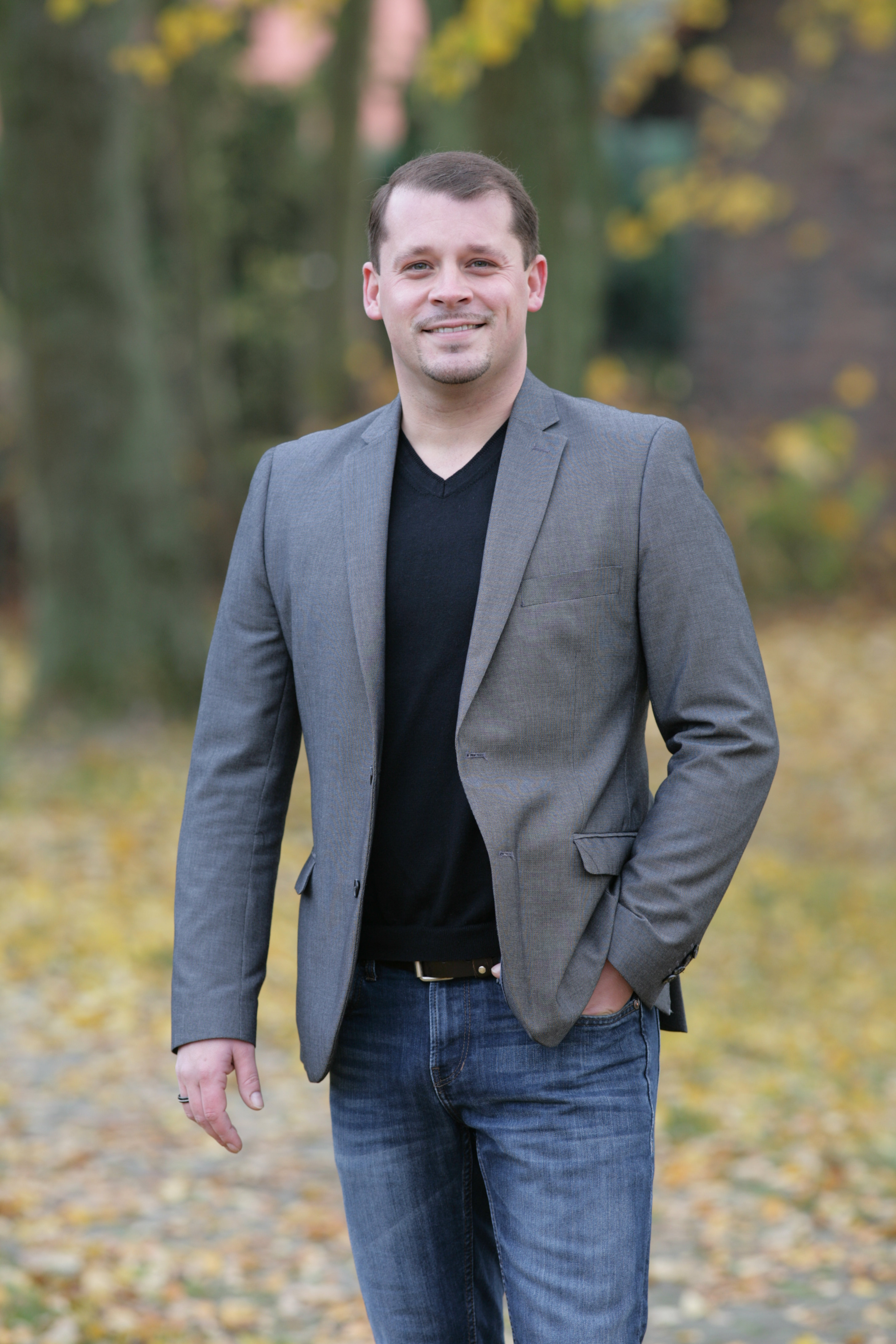
Nico Klose, 2019

Nico Klose (* 1987 in Neubrandenburg) ist ein deutscher Kommunalpolitiker (parteilos). Er ist seit 2025 Oberbürgermeister der Stadt Neubrandenburg. Zuvor war er Bürgermeister der Gemeinde Neverin.

## Lebenslauf
Nach dem Abschluss der mittleren Reife am Curie-Gymnasium Neubrandenburg im Jahr 2003 absolvierte er eine Ausbildung zum Groß- und Außenhandelskaufmann in Trollenhagen. 2009 gründete er eine Versicherungsagentur. Es folgten Abschlüsse als IHK-geprüfter Versicherungsfachmann (2011) und IHK-geprüfter Finanzanlagenfachmann (2014).
Klose ist verheiratet und hat einen Sohn.

## Politische Laufbahn
Klose begann 2014 seine politische Tätigkeit als Mitglied der Gemeindevertretung von Neverin. 2018 gründete er die Wählergruppe „Bürger für Neverin“ und übernahm deren Vorsitz. Im selben Jahr wurde er stellvertretender Amtsvorsteher des Amtes Neverin.
2019 wurde er zum Bürgermeister von Neverin gewählt; 2024 erfolgte seine Wiederwahl. Zusätzlich ist er Mitglied des Kreistages Mecklenburgische Seenplatte in der Fraktion von SPD und FDP sowie stellvertretender Aufsichtsratsvorsitzender der Mecklenburg-Vorpommerschen Verkehrsgesellschaft mbH.
Im Mai 2025 kandidierte Klose als parteiloser Bewerber für das Amt des Oberbürgermeisters von Neubrandenburg. Im ersten Wahlgang erhielt er 35,7 % der Stimmen und zog in die Stichwahl ein, in der er mit 65,0 % gegen den CDU-Kandidaten Frank Benischke gewann. Er wurde am 18. Juli 2025 vereidigt.
Obwohl er parteilos ist und als Einzelbewerber antrat, wurde Klose von der SPD sowie von Bündnis 90/Die Grünen im Wahlkampf unterstützt.

## Publikationen
- Nico Klose, Silvio Witt: Panzerfahrt. STEFFEN MEDIA GmbH, 2025, ISBN 978-3-948995-31-7.